# Mariä-Himmelfahrt-Kirche (Szymonka)
Bei der Mariä-Himmelfahrt-Kirche in Szymonka (deutsch Schimonken, 1938–1945 Schmidtsdorf) handelt es sich um einen in der zweiten Hälfte des 19. Jahrhunderts errichteten Backsteinbau in neogotischem Stil. Bis 1945 war sie das zentrale Gotteshaus für die Bewohner im evangelischen Kirchspiel des damals Schimonken bzw. Schmidtsdorf genannten Dorfes; heute ist sie die Kirche der römisch-katholischen Pfarrei im polnischen Szymonka.

## Geographische Lage
Szymonka liegt in der östlichen Mitte der polnischen Woiwodschaft Ermland-Masuren, 18 Kilometer südwestlich der heutigen Kreismetropole Giżycko (deutsch Lötzen) und 24 Kilometer nordöstlich der einstigen Kreisstadt Sensburg (polnisch Mrągowo). Die Stadt Ryn (Rhein), zu deren Stadt- und Landgemeinde Szymonka gehört, ist 10 Kilometer entfernt.
Durch den Ort verläuft die Woiwodschaftsstraße DW 643, die Wilkasy (Willkassen, 1938–1945 Wolfsee) mit Woźnice (Wosnitzen, 1938–1945 Julienhöfen) verbindet. Die Kirche steht in der Ortsmitte westlich der DW 643, die innerorts ul. Niegocińska heißt.

## Kirchengebäude
Eine erste und der evangelischen Konfession zugehörige Kirche erhielt Schimonken im Jahr 1566. Ihr folgte ein Kirchbau im 18. Jahrhundert, und schließlich legte man 1874 den Grundstein für einen Neubau, der 1877 fertiggestellt wurde. Entstanden war ein Backsteinbau im neogotischen Stil mit hohem spitzen Turm und einer Apsis.
Der Innenraum der Kirche war mit hohen Emporen ausgestattet. Er hatte eine zwischen flachen Seitenteilen zur Mittelachse ansteigende Decke. Über dem Altar befand sich ein dreiteiliger Bildaufsatz mit der Darstellung des Auferstandenen zwischen den Aposteln Petrus und Paulus. Die Kanzel hatte ihren Platz an einer Emporenstütze links vom Altar.
Im Jahr 1877 wurde eine Orgel installiert. Die beiden Glocken stammten aus der Vorgängerkirche.
Den Zweiten Weltkrieg überstand die Kirche leidlich. Das Gebäude, das zugunsten der katholischen Kirche enteignet wurde, unterzog man mehrfachen und gründlichen Restaurierungen. Der Innenraum wurde nach Entfernung der Seitenemporen neu gestaltet, ebenso wie der Altarraum, der den neuen liturgischen Bedingungen angepasst wurde. Den hohen spitzen Turm ersetzt heute eine kleine Glockenhaube auf dem Westdach des Gotteshauses, das nun den Namen Mariä-Himmelfahrt-Kirche trägt.

## Kirchen-/Pfarrgemeinde

### Evangelisch

#### Kirchengeschichte
Bereits im Jahr 1560 und nur wenige Jahre nach der lutherischen Reformation wurde Schimonken ein evangelisches Kirchdorf. Mit dem Bau und der Fertigstellung der Kirche wurde 1566 auch eine eigene Pfarrstelle eingerichtet, die ununterbrochen bis 1945 besetzt war. Ursprünglich war die Kirchengemeinde der Inspektion Rastenburg (polnisch Kętrzyn) zugeordnet, war dann aber bis 1945 Teil des Kirchenkreises Sensburg in der Kirchenprovinz Ostpreußen der Evangelischen Kirche der Altpreußischen Union. Mehr als 2000 Gemeindeglieder zählte die Kirchspielbevölkerung im Jahr 1925. Das Kirchenpatronat oblag den staatlichen Behörden.
Flucht und Vertreibung der einheimischen Bevölkerung setzten dem evangelischen Gemeindeleben in dem dann Szymonka genannten Ort ein vorläufiges Ende. Nach und nach siedelten sich vereinzelt neue evangelische Siedler an. Sie konnten vor Ort jedoch keine eigene Gemeinde mehr bilden, sondern haben in der Evangelischen Pfarrgemeinde in Ryn eine neue geistliche Heimat gefunden. Sie ist Teil der Diözese Masuren in der Evangelisch-Augsburgischen Kirche in Polen.

#### Kirchspielorte
Bis 1945 gehörten zum Kirchspiel Schimonken bzw. Schmidtsdorf neben dem Pfarrort noch 16 Orte, Ortschaften bzw. Wohnplätze: (Der * kennzeichnet einen damaligen Schulort.)
| Name           | Änderungsname 1938 bis 1945 | Polnischer Name |                  | Name                 | Änderungsname 1938 bis 1945 | Polnischer Name |
| -------------- | --------------------------- | --------------- | ---------------- | -------------------- | --------------------------- | --------------- |
| *Alt Rudowken  | Hammerbruch                 | Stara Rudówka   |                  | Klein Rudowken       | Kleinhammerbruch            | Rudówka Mała    |
| Borken         |                             | Borki           | Klein Schimonken | Kleinschmidtsdorf    | Szymonka Mała               |                 |
| Dlugigrund     | Langengrund                 | Długi Grąd      | Matheussek       | Mathiessen           | Mateuszek                   |                 |
| Georgenthal    |                             | Urwitałt        | Mniodunsken      | (ab 1929) Immenhagen | Mioduńskie                  |                 |
| *Grabowken     | (ab 1929) Buchenhagen       |                 | Neu Rudowken     | Neuhammerbruch       | Nowa Rudówka                |                 |
| Grünhof        |                             | Leśny Dwór      | *Olschewen       | Erlenau              | Olszewo                     |                 |
| *Gurkeln       |                             | Górkło          | Ossa             | (ab 1930) Schwanhof  | Osa                         |                 |
| Klein Grabnick |                             | Grabnik Mały    | *Salpia          |                      | Prażmowo                    |                 |

#### Pfarrer
Zwischen 1566 und 1945 amtierten an der Kirche zu Schimonken/Schmidtsdorf als evangelische Geistliche:
- Leonhard Langhammer, ab 1566
- Johann Dunitius, 1603
- Christoph Columbus, bis 1624
- Andreas Columbus, ab 1625
- Nicolaus Columbus, 1630/1640
- Albert Columbus, bis 1648
- Felix Wannowius, 1656–1670
- Adam Adami, 1670–1690
- Andreas Stephani, 1691–1710
- Georg Fleischer, 1710–1745
- Johann Gottlieb Cibrowius, 1746–1748
- Christoph Apfelbaum, 1749–1799
- Johann Bernhard Raabe, 1800–1803
- Christian Foltin, 1803–1831
- August Ferdinand Raphael, 1832–1847
- Leopold Kraska, 1847–1852[6]
- Karl August Wilhelm Gayk, 1852–1874
- Friedrich August Salkowski, 1874–1906
- Robert Aßmann, 1906–1925
- Karl Woronowicz, 1927–1931
- Otto Just, 1932–1945

#### Kirchenbücher
Von den Kirchenbuchunterlagen der Pfarrei Schimonken (Schmidtsdorf) haben sich erhalten und werden im Evangelischen Zentralarchiv in Berlin-Kreuzberg aufbewahrt
- Taufen: 1702–1704, 1707–1710, 1712–1765, 1840–1942
- Trauungen: 1765–1944
- Begräbnisse: 1742–1897.

### Umweihung als römisch-katholisches Gotteshaus
Vor 1945 waren die katholischen Einwohner Schimonkens bzw. Schmidtsdorfs zur Pfarrkirche St. Adalbert in Sensburg orientiert. Sie war in das Dekanat Masuren II (Sitz in Johannisburg) im Bistum Ermland integriert. Der Zustrom vieler polnischer Neusiedler, die meist katholischer Konfession waren, ließ das bisher evangelische Gotteshaus in Szymonka zur katholischen Pfarrkirche werden. Die Pfarrei gehört zum Dekanat św. Szczepana Męczennika in Giżycko innerhalb des Bistums Ełk der Römisch-katholischen Kirche in Polen. Der Pfarrei ist die Filialgemeinde in Dąbrówka (Dombrowken, 1929–1945 Eichendorf) zugeordnet.